# بيت زور
بيت زور (أيضًا بيزورا) هو موقع توراتي له أهمية تاريخية وأثرية في جبال الخليل في جنوب يهودا، وهي الآن جزء من الضفة الغربية. ورد ذكر بيت زور عدة مرات في الكتاب المقدس العبري وكتابات المؤرخ اليهودي الروماني يوسيفوس. وقعت معركة بيت زور هنا عام 164 قبل الميلاد. تم التعرف على بيت زور مع موقع خربة قيافة،  بالقرب من خربة برج الزور.

## اسم
اسم بيت زور يعني "بيت من الصخر" أو (على الأرجح) "بيت الإله زور".[بحاجة لمصدر] شخص اسمه بيت زور مذكور في سفر أخبار الأيام (1 Chronicles 2:45). سميت مستوطنة كرمي تسور الإسرائيلية على اسم بلدة توراتية تأسست عام 1984 على بعد كيلومترين شمال شرق.

## المكان والإشارة الكتابية
تم ذكر بيت زور في سفر يشوع على أنها قريبة من حلحول وجدور، في جبل يهوذا (Josh 15:58). تنسب سفر أخبار الأيام إلى رحبعام تحصينها (2 Chr 11:7). يُقال إن النبي نحميا كان حاكمًا لنصف منطقة بنفس الاسم (Neh 3:16).

## العصر البرونزي حتى الفترة الفارسية
اكتشف الباعة الذين قاموا بالتنقيب في خربة وطبيقة في عام 1957، أن الموقع قد استقر لأول مرة في نهاية الألفية الثالثة قبل الميلاد، وتم تحصينه، مثل العديد من المدن الكنعانية الأخرى، خلال تاريخ بلاد الشام في القرنين الثامن عشر والسابع عشر. قبل الميلاد. استمر الاستيطان في العصر الحديدي، وعملة نادرة مكتوب عليها "الوالي حزقيا" تشهد على وجود بيت زور خلال الفترة الفارسية. النقش الأصلي هو yhzqyh hphh، "Yezqiyah ha-pechah" (يحزقية الحاكم)، وقد تكون العملة أيضًا من الوقت الذي تم فيه استبدال الحكم الفارسي بالبطلمية.

## الفترة الهلنستية
وصلت بيزورا، كما أطلق عليها الإغريق المدينة، إلى ذروة الازدهار خلال الفترة الهلنستية. تم بناء قلعة في بيزورة خلال القرن الثالث قبل الميلاد، عندما هزت المنطقة سلسلة من الحروب بين الإمبراطورية السلوقية والمملكة البطلمية في مصر.
في عام 164 قبل الميلاد، خلال التمرد المكابي، دارت معركة بيت زور هنا. تكمن أهمية الموقع في موقعه الاستراتيجي على قمة تل يسيطر على الطريق السريع، مما يمنع اقتراب جيش معاد من وادي إيلا إلى هضبة يهودا. يصف يوسيفوس بيت زور بأنها أقوى معقل في اليهودية.
كانت المعركة المواجهة بين الجنرال اليوناني السلوقي ليسياس والمكابيين بقيادة يهوذا المكابي، مما أدى إلى هزيمة ليسياس وقواته. تبع هذا الانتصار استعادة المكابيين للقدس. كان مفتاح المعركة هو استغلال التضاريس الطبيعية والتحصينات.[بحاجة لمصدر]
بعد أن انتصر يهوذا، أعاد بناء أسوار العصر البرونزي القديم والقلعة الأحدث. ثم انتقلت السيطرة على المدينة المحصنة مرارًا وتكرارًا حتى استعادت الشخصية السلمية التي فقدتها خلال حروب المكابيين، في عهد يوحنا هيركانوس (حكم من 134 إلى 104). ومع ذلك، بحلول عام 100 قبل الميلاد، أصبحت المدينة مهجورة بالكامل.

## الفترة البيزنطية
كانت بيت زور مأهولة في حياة يوسابيوس (260 / 265-339 / 340)، الذي يذكرها على أنها قرية بيزورو (Onomasticon 52: 2)، وجيروم.[بحاجة لمصدر].

## الفترة الصليبية
خربة برج الزور، موقع القرون الوسطى في بيت زور، لها إحداثيات شبكة فلسطين 1594.1104. تقع أنقاض البرج بالقرب من الطريق الرئيسي بين القدس والخليل، على بعد حوالي 4 أميال شمال الخليل.[بحاجة لمصدر] الجدار الغربي، أبرز بقايا المبنى، يقف على ارتفاع 9.5 متر. بيزور أو بيت زور، كما أطلق عليها الصليبيون بيت زور، أعطيت عام 1136 للفرسان من قبل سيد حبرون.

## تأثيرات الأدب
كتب المؤلف الوجودي، جان بول سارتر، مسرحية وقع فيها الحدث في بيت زور بينما كان سجينًا في معسكر اعتقال نازي. يروي اسمه، باريونا أو ابن الرعد، قصة قرية يهودية فقدت الإيمان قبل ولادة يسوع كريست.